# Дзюринець Олег Миколайович
Олег Миколайович Дзюринець (нар. 23 липня 2010, Борислав) — український футболіст, нападник футбольного клубу «Рух».
У дорослому футболі дебютував 8 серпня 2025 року в матчі проти київського «Динамо» у віці 15 років і 16 днів, ставши наймолодшим гравцем в історії найвищого дивізіону Чемпіонату України.